# Josué 12
Josué 12 es el sexto capítulo del Libro de Josué en la Biblia hebrea o en el Antiguo Testamento de la Biblia cristiana. Según la tradición judía, el libro se atribuyó a Josué, con añadidos de los sumos sacerdotes Eleazar y Fineas, pero los eruditos modernos la consideran parte de la Tradición deuteronómica, que abarca desde el libros del Deuteronomio hasta 2 Reyes, atribuida a escritores nacionalistas y devotos de Yahvé durante la época del rey reformador de Judea Josías en el siglo VII a. C.. Este capítulo registra la lista de reyes derrotados por los israelitas bajo el liderazgo de Moisés y Josué.. Forma parte de una sección sobre la conquista de Canaán que comprende Josué 5:13-12:24.

## Texto
Este capítulo fue escrito originalmente en Lengua hebrea. Se divide en 24 Versículos.

### Testigos textuales
Algunos manuscritos antiguos que contienen el texto de este capítulo en hebreo pertenecen a la tradición del Texto Masorético, que incluye el Códice de El Cairo (895), el Códice de Alepo (siglo X) y el  Códice Leningradoensis (1008).
Los manuscritos antiguos existentes de una traducción al griego koiné conocida como Septuaginta (originalmente se hizo en los últimos siglos a. C.) incluyen el Codex Vaticanus ('B; {\displaystyle {\mathfrak {G}}}B; siglo IV) y Codex Alexandrinus (A; {\displaystyle {\mathfrak {G}}}A; siglo V). 

## Análisis
La narración de la conquista de la tierra de Canaán por los israelitas comprende los Versículos 5:13 a 12:24 del Libro de Josué y tiene el siguiente esquema:
A. Jericó (5:13-6:27)
B. Acán y Ai (7:1-8:29)
C. Renovación en el monte Ebal (8:30-35)
D. El engaño de los gabaonitas (9:1-27)
E. La Campaña en el Sur (10:1-43)
F. La Campaña en el Norte y Lista Resumida de Reyes (11:1-12:24)
1. Victoria sobre la Alianza del Norte (11:1-15)
a. La Alianza del Norte (11:1-5)
b. Tranquilidad divina (11:6)
c. Victoria en Merom (11:7-9)
d. Destrucción de Hazor (11:10-11)
e. Resumen de la obediencia y la victoria (11:12-15)
2. Resumen de la Toma de la Tierra (11:16-12:24)
a. La Toma de la Tierra (11:16-20)
b. Exterminio de los anakim (11:21-22)
c. Eje narrativo: Toma y reparto (11:23)
d. Captura de tierras y reyes (12:1-24)
i. Al este del Jordán (12:1-6)
ii. Al oeste del Jordán (12:7-24)
El capítulo 12 cierra el relato de la conquista por Israel del territorio tanto de Transjordania (versículos 1-6) como de Cisjordania (versículos 7-24), como 'la tierra prometida', que comprende las tierras asignadas a todas las tribus de Israel.

## Reyes derrotados al este del Jordán (12:1-6)
.

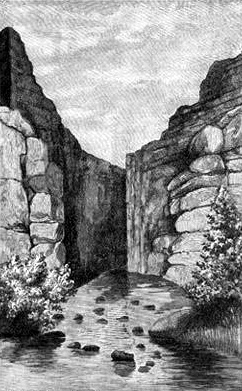
río Arnón cerca de su desembocadura. De Stade, «Geschichte des Volkes Israel»

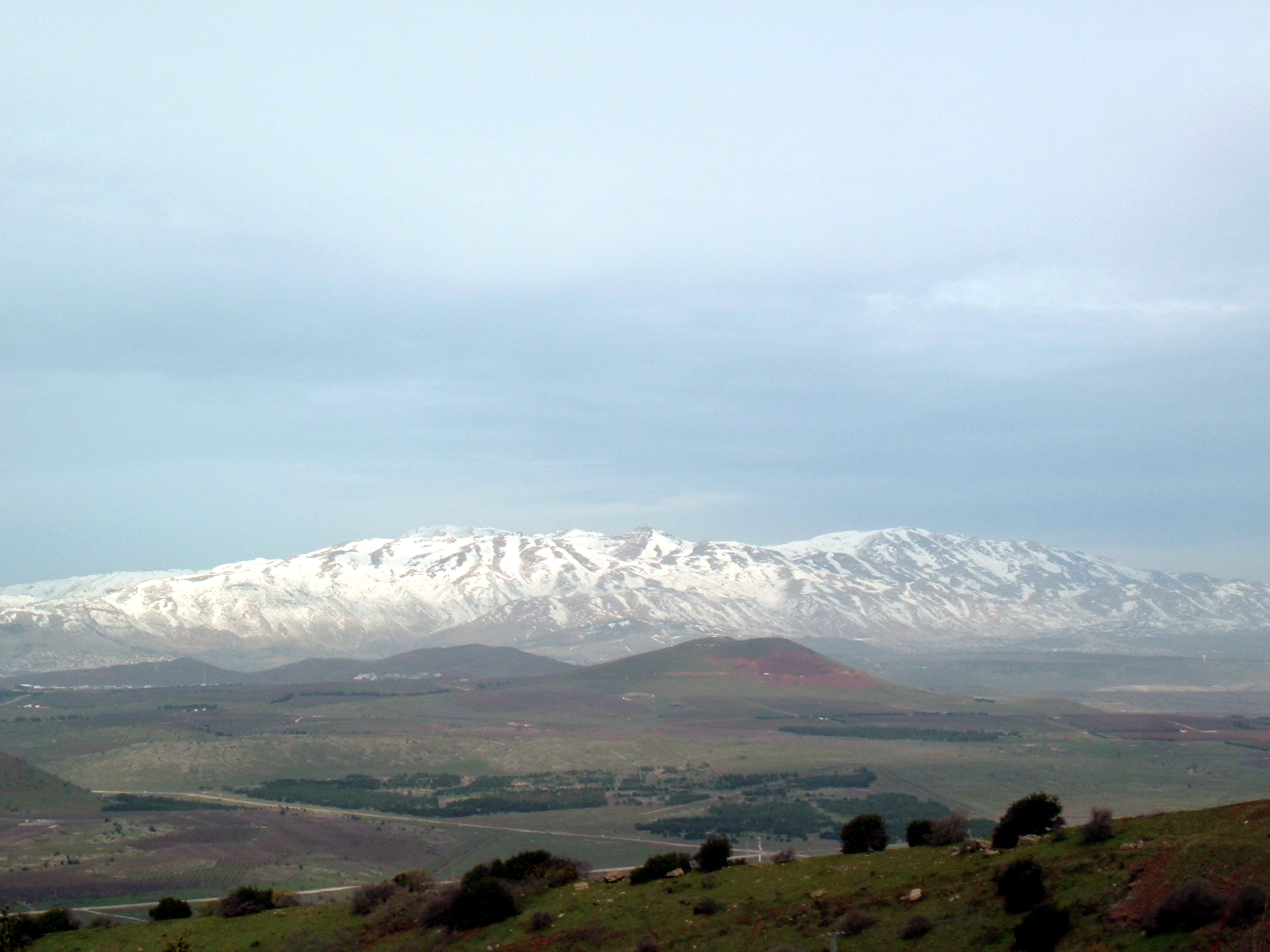
Monte Hermón, visto desde el sur (Monte Bental en los Altos del Golán)

Esta sección recuerda una vez más las victorias en Transjordania (cf. Josué 1:12-15; Números 21; Deuteronomio 2-3), mencionando especialmente que allí se aplicó primero el herem («prohibición» o guerra santa) (Deuteronomio 2:34; 3:6). Los dos reyes derrotados en Transjordania fueron Sehón de Hesbón y Og de Basán. El territorio de Sehón se extendía desde el río Arnón -que discurre desde el este hasta el mar Muerto, y forma el límite norte de Moab- hacia el norte a lo largo de la orilla oriental del río Jordán hasta su siguiente afluente principal, el río Zarqa (donde Jacob había luchado con Dios; Génesis 32: 22-32), incluyendo un tramo del Arabá bien al norte del Jaboc, al este de «Chinneroth» (= Mar de Galilea), y hacia el este hasta la tierra fronteriza de los amonitas.  El territorio de Og se extendía al norte y al este del de Sijón, con dos ciudades importantes, Astarot y Edrei, al este del mar de Galilea. Al tomar ambos territorios, Moisés tomó toda la Transjordania desde el (río) Arnón hasta el monte Hermón, y luego la distribuyó entre las tribus de Rubén y Gad, y la mitad de la tribu de Manasés (cf. Números 32: Deuteronomio 2-3).

### Verse 1
Now these are the kings of the land whom the people of Israel defeated and took possession of their land beyond the Jordan toward the sunrise, from the Valley of the Arnon to Mount Hermon, with all the Arabah eastward:
The Transjordanian territory of Israel is defined by the Arnon river (Seil el-Mojib (Wadi Mujib) in the south and Monte Hermón in the north.

## Reyes derrotados al oeste del Jordán (12:7-24)

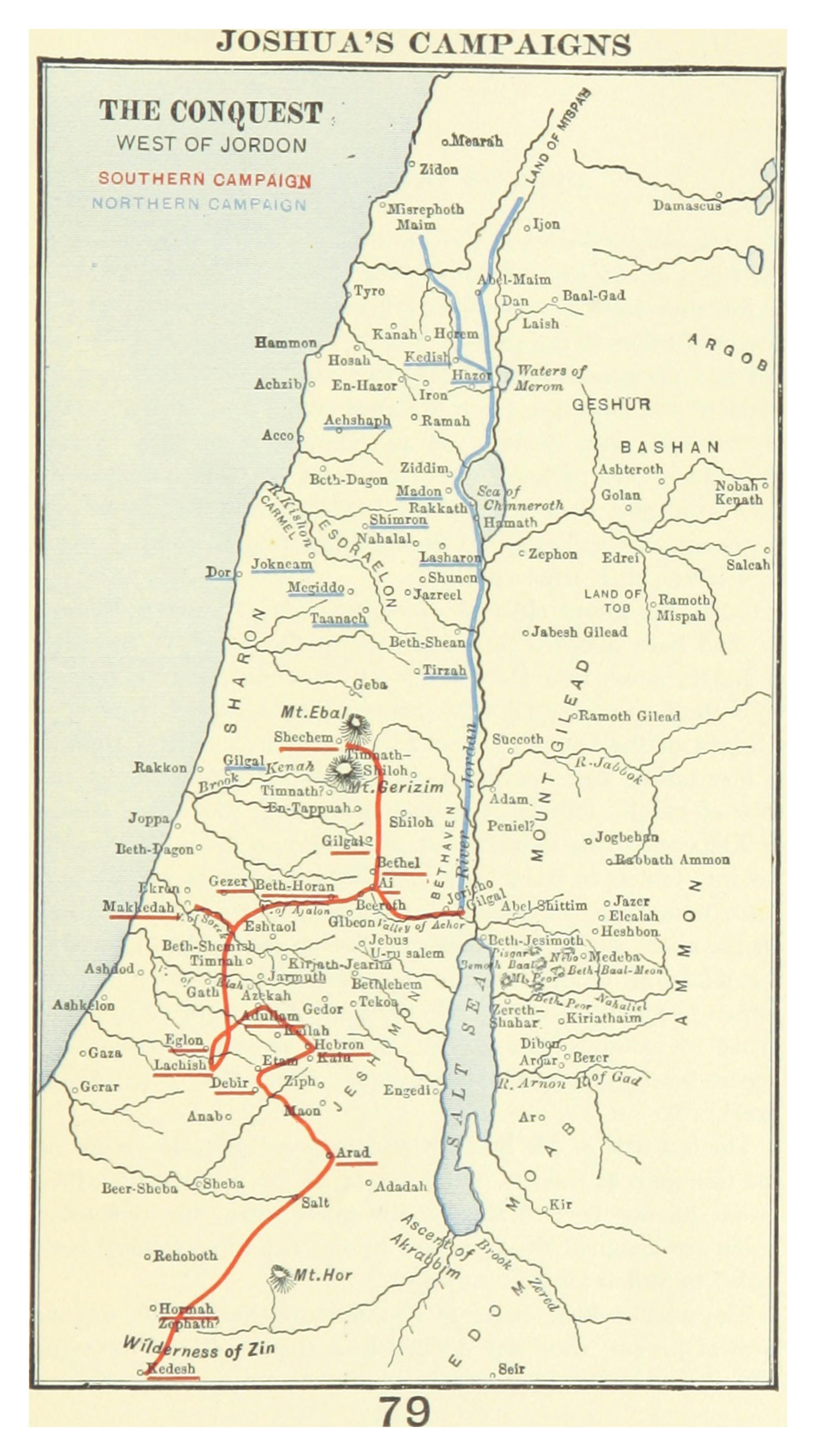
Mapa de la conquista de Josué en Canaán; línea roja: regiones del sur, línea azul: regiones del norte. 1899. Biblioteca Británica HMNTS 010077.f.24.

Esta sección enumera las conquistas de Josué en el territorio al oeste del Jordán, contra las naciones que estaban allí (Deuteronomio 1:7; 7:1; Josué 11:16-17), para continuar la posesión de la tierra y el cumplimiento de la promesa que Moisés había iniciado. Se informa de que la distancia conquistada abarcaba desde Baal-gad en el norte y el monte Halak en el sur (cf. Josué 11:17), seguida de la lista de los reyes derrotados de las ciudades, que seguían aproximadamente el progreso de la conquista: primero, Jericó y Ai, luego la alianza del sur bajo el rey de Jerusalén, y la alianza del norte bajo el rey de Hazor. Entre algunos nuevos nombres de ciudades -Geder, Hormah, Arad, Adullam, Tappuah, Hepher, Aphek, Lasharon, Taanach, Megiddo, Kedesh, Jokneam, Tirzah- Arad, en las fronteras meridionales de Judá, es conocida por su templo a YHWH, y Megiddo era una importante fortaleza en la ruta norte-sur, guardando la 'entrada a la llanura de Esdrelón'.  «Betel» en el versículo 16 (no aparece en la Septuaginta) se menciona en el versículo 9, pero la ciudad de Betel se registra a caer a la “casa de José” en Jueces 1:22-25, “después de la muerte de Josué” (Jueces 1:1). La recurrencia de los 'reyes' implica la importancia de que YHWH le diera poder a Josué, que no es un rey, para derrotar a los reyes de Canaán.

### Comentario a los versículos 11-24
Como complemento al resumen de la tierra entregada por Dios, se presenta la lista de los reyes que gobernaban ese territorio y que fueron derrotados con la ayuda divina. La obra comenzó con Moisés (vv. 2-6) y se completó con Josué (vv. 7-24). Los treinta y un reyes vencidos podrían ser motivo de orgullo para los ejércitos de Israel, pero el pueblo reconoce que no fue por su propio mérito, sino un don otorgado por el Señor.